# Dietrich Borm
Dietrich Borm (* 13. Oktober 1928 in Elditten, Kreis Heilsberg, Ostpreußen, heute Ełdyty Wielkie, Polen; † 9. März 2018 in Hildesheim) war ein deutscher Chirurg.

## Leben
1939 kam Borm auf das Luisengymnasium Memel. Im Januar 1944 wurde die gesamte Klasse zum Kriegsdienst eingezogen, Borm als Marinehelfer in einer Flakbatterie auf der Kurischen Nehrung. Als Memel von der Roten Armee eingekreist war, wurde Borm per Schiff und Bahn über Pillau nach Swinemünde verlegt. Das Kriegsende erlebte er in Kiel. Ab dem WS 1948/49 studierte er an der Christian-Albrechts-Universität zu Kiel, der Universität Innsbruck und der Albert-Ludwigs-Universität Freiburg Medizin. Staatsexamen und Promotion im Juni 1954 in Kiel. 1954/55 war er Pflichtassistent in Lübeck und Kiel. Am 1. November 1955 wurde er wissenschaftlicher Assistent bei Robert Wanke in der Kieler Chirurgie. Am 1. Oktober 1963 erlebte er den Ordinarienwechsel zu Berthold Löhr. 1964 wurde er zweiter, am 1. August 1967 leitender Oberarzt und ständiger Vertreter des Klinikdirektors. Mit einer Arbeit über den primären Hyperparathyreoidismus habilitierte er sich 1965. 1970 wurde er zum apl. Professor ernannt. Vom 1. Februar 1971 bis zum 31. März 1994 war er Chef im Hildesheimer St.-Bernward-Krankenhaus. 1982 leitete er in Hildesheim die 129. Tagung der Vereinigung Nordwestdeutscher Chirurgen. Von Januar 1992 bis Dezember 1999 war er Ärztlicher Direktor des St.-Bernward-Krankenhauses.